# Блас, Рикардо (1986)
Рикардо Блас (англ. Ricardo Blas; род. 19 октября 1986, Тамунинг, Гуам) — гуамский дзюдоист. Участник летних Олимпийских игр 2008 и 2012 годов, двукратный бронзовый призёр Южнотихоокеанских игр 2003 и 2007 годов.

## Биография
Рикардо Блас родился 19 октября 1986 года в гуамском городе Тамунинг.
Начал заниматься дзюдо в 5-летнем возрасте, обучался в дзюдоистском колледже в Японии.
Дважды становился бронзовым призёром Южнотихоокеанских игр: в 2003 году в Суве и в 2007 году в Апиа.
В 2008 году вошёл в состав сборной Гуама на летних Олимпийских играх в Пекине. В весовой категории свыше 100 кг во втором раунде проиграл Лаше Гуджеджиани из Грузии, а в турнире за 3-е место — Дану Маккормику из США. Был знаменосцем сборной Гуама на церемонии открытия Олимпиады.
В 2012 году вошёл в состав сборной Гуама на летних Олимпийских играх в Лондоне. В весовой категории свыше 100 кг в 1/16 финала выиграл у Фасине Кейта из Гвинеи, в 1/8 финала уступил Оскару Брайсону с Кубы. Был знаменосцем сборной Гуама на церемонии закрытия Олимпиады.

## Семья
Отец — Рикардо Блас (род. 1954), гуамский дзюдоист и спортивный функционер. Участник летних Олимпийских игр 1988 года. Президент Олимпийского комитета Гуама с 1991 года.